# Коротков, Михаил Васильевич
Михаил Васильевич Коротков  (6 января 1938, Чугуев, Харьковская область — 20 мая 2006, Севастополь) — советский морской офицер подводник, контр-адмирал.  В 1984—1992 годах начальник  Севастопольского высшего военно-морского инженерного училища.

## Биография
Михаил Васильевич Коротков родился 6 января 1938 года в Чугуеве, Харьковская область. Поступил во 2-е Высшее ВВМИУ в Пушкине, Ленинградская область. Окончания его в 1960 году, уже как ВВМИУ имени В. И. Ленина. Служил в 3-й флотилии атомных подводных лодок Краснознамённого Северного флота на должностях: в 1960—1967 годах — командир группы, командир дивизиона движения, в 1967—1972 — командир БЧ-5, в 1972—1973 — помощник НЭМС 3-й флотилии по живучести, в 1973—1979 — заместитель НЭМС 3-й флотилии по специальным установкам, в 1979—1984 — заместитель командующего 3-й флотилией по ЭМЧ — НЭМС. В 1976 году за освоение новой техники награждён орденом «За службу Родине в ВС СССР» III степени.
В 1984 году М. В. Коротков был назначен начальником Севастопольского высшего военно-морского инженерного училища. В 1989 году он защитил диссертацию на учёную степень кандидата военных наук, в 1990 году ему было присвоено учёное звание доцента. 28 июня 1992 года он произвёл последний, 39-й выпуск офицеров флота Советского Союза в Севастопольском ВВМИУ. Постановлением Кабинета министров Украины № 490 от 19 августа 1992 на базе бывшего Черноморского высшего военно-морского училища имени П. С. Нахимова и Севастопольского высшего военно-морского инженерного училища был создан Севастопольский военно-морской институт имени П. С. Нахимова (СВМИ). В 1993 году контр–адмирал М. В. Коротков уволен в запас. С 1996 года работал в Севастопольском институте ядерной энергии и промышленности.
Михаил Васильевич Коротков умер 20 мая 2006 года. Похоронен на кладбище Северной стороны  Севастополя.

## Награды
Был награждён орденами и медалями:
- орден «За службу Родине в ВС СССР» III степени, 1976 год.